# Nichts als die Zeit
Nichts als die Zeit ist der deutsche Titel des französischen Stummfilms Rien que les heures, den der in Frankreich lebende brasilianische Regisseur Alberto Cavalcanti 1926 als Experiment drehte, in welchem er das Leben in Paris während eines ganzen Tages zeigen wollte. Sein Film gehört damit in eine Reihe avantgardistischer Städteportraits, wie sie in Amerika Charles Sheeler und Paul Strand mit ihrem Film Manhatta (1921) begannen und Walther Ruttmann in Deutschland mit Berlin – Die Sinfonie der Großstadt (1927) und Dsiga Wertow mit Der Mann mit der Kamera (1929) in der Sowjetunion fortsetzten.

## Handlung
Eine Stadt. An den Gebäuden ist zu erkennen, dass es sich um Paris handelt. Doch es könnte auch irgendein anderer Ort sein, das Leben armer Leute ist überall das gleiche. Zu sehen sind eine Zeitungsverkäuferin, eine Prostituierte, ein Matrose, eine Hausbesorgerin, eine Greisin, ein Ladenbesitzer und noch ein weiterer Mann. Die Kamera zeigt Obdach-, Hilf- und Arbeitslose. Im Lauf der unaufhaltsam verrinnenden Zeit kommen Menschen zur Arbeit, Geschäfte und Restaurants öffnen, Metzger tragen das Fleisch geschlachteter Tiere. Nach der Arbeit ist Zeit für Vergnügungen und Entspannung, doch nach Mitternacht lauert die Gefahr. Möglicherweise. Doch da sind die Uhrzeiger schon wieder ein Mal herum gegangen und das Ganze kann von vorne beginnen.

## Hintergrund
Der Film war eine Produktion von Pierre Braunbergers Gesellschaft "Néo-Film”. Das Szenario stammt von Alberto Cavalcanti und André Cerf, der auch Regieassistent war. Die Außenaufnahmen entstanden im Sommer 1926 in Paris, die Photographie besorgte James E. Rogers.
Der Film wurde am 22. Oktober 1926 in Paris im Theater Studio des Ursulines erstaufgeführt.
In Japan kam er erst am 20. Februar 1930 in die Kinos. Er wurde auch in Polen, Finnland, der Türkei und in den USA gezeigt.
Yves de la Casinière schrieb eine Begleitmusik für Klaviertrio (Violine/Cello/Klavier) zu dem Film. Sie stellt eine „Mischung verschiedener Stile, die den verschiedenen Stunden des Tages und der Nacht in der Stadt zugeordnet“ sind, dar, welche den Film „bereichert und vervollständigt“.
Die 957 Meter lange Kopie im Nederlands Film Museum, seit 2009 EYE Film Institut in Amsterdam, ist viragiert und hat holländische Zwischentitel.

## Rezeption
„Rien que les heures: Nichts als einige Stunden aus einem Tag in Paris. Der Vorspann erklärt: „Dieser Film erzählt keine Geschichte. Er besteht nur aus einer Abfolge von Impressionen über die Vergänglichkeit der Zeit und will keineswegs die Synthese irgendeiner Stadt herausarbeiten.“ Zwischen dem Morgen und dem Abend, zwischen Dokumentation und Inszenierung, zwischen experimentellen Bildfindungen und Überblendungen bezieht Cavalcanti Stellung zur conditio humana inmitten der Häuserschluchten einer großen Stadt.“ (Zeughauskino Berlin)
Rien que les heures ist nach wie vor als ein einzigartiges Original anzusehen. Cavalcanti stellt darin „mehr als nur einen soziologischen Querschnitt der modernen Großstadt“ vor: er reflektiert das Verhältnis von Film und Leben, vermittelt Eindrücke der vergehenden Zeit. Doch „während Ruttmann mehr am Menschen in der Masse interessiert war, kam es Cavalcanti auf den Menschen als Einzelwesen an“ (Peter von Bagh).
„Ob Tier, ob Mensch, ob Arbeiter oder Jahrmarktsbesucher, ob Liebende oder Mörder – sie alle leben eine Folge von Augenblicken, die der Film festhält. Eine alte Frau quält sich ihren Weg voran, ihre Zeit scheint bald abgelaufen. Verlöschende Kerzen, eine verlorene Puppe, an der Ratten nagten, ein Liebhaber, der kommt und geht, ziehende Wolken und verwelktes Gemüse verdeutlichen gleichermaßen das Vergehen der Zeit.“ (Programm arte.tv)

## Weiterleben
Am 31. März 2009 lief der Film in Buenos Aires beim International Festival of Independent Cinema.
Am 6. Oktober 2010 wurde er bei den Giornate del Cinema Muto im Teatro Verdi, Pordenone, mit (elektronisch eingefügten) englischen und italienischen Untertiteln aufgeführt. Die Originalmusik spielten Lucio Degani (Violine), Francesco Ferrarini (Violoncello) und Maud Nelissen (Klavier).
Der Kulturkanal Arte zeigte “Nichts als die Zeit” im deutschen Fernsehen am 28. Juni 2011 um 0.34 Uhr mit der Originalmusik und deutschen Untertiteln.